# 捷果蝠屬
捷果蝠屬（学名：Thoopterus），哺乳綱、翼手目、狐蝠科的一屬，而與捷果蝠屬（捷果蝠）同科的動物尚有花面狐蝠屬（花面狐蝠）、毬果蝠屬（布氏毬果蝠）等之數種哺乳動物。

## 下属物种
本科包括以下属：
- 捷果蝠 Thoopterus nigrescens Gray, 1870，短鼻快翼果蝠
- Thoopterus suhaniahae Maryanto, Yani, Prijono & Wiantoro, 2012